# Bürgerrat Demokratie

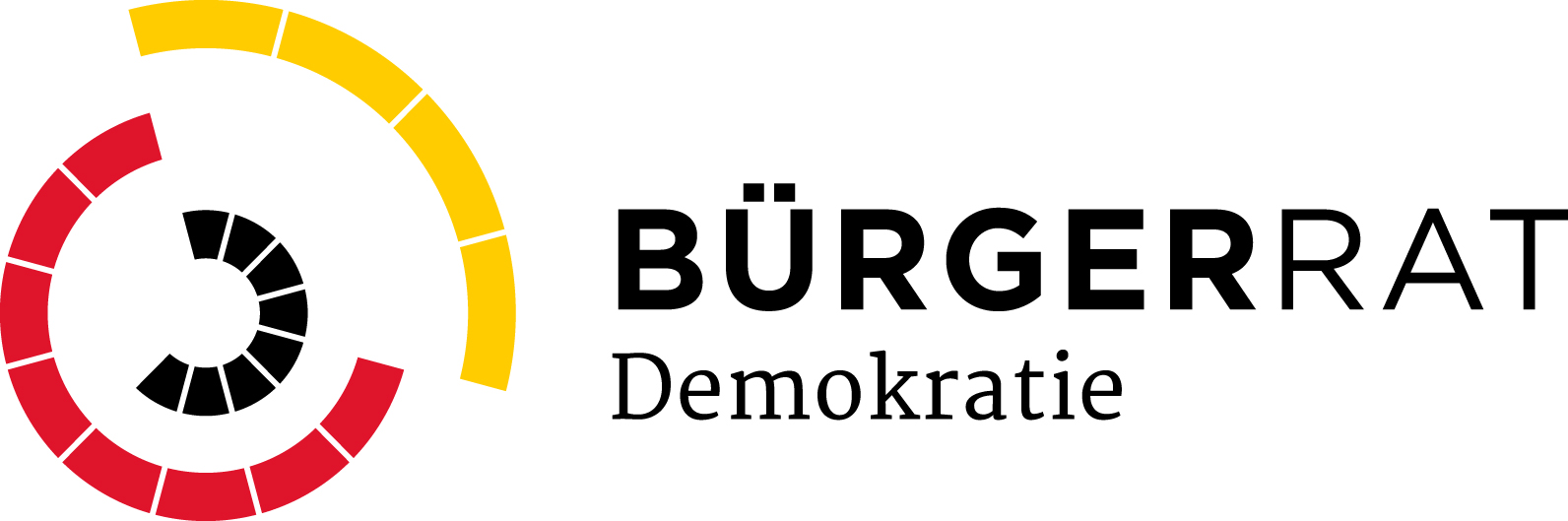
Logo des Bürgerrats Demokratie

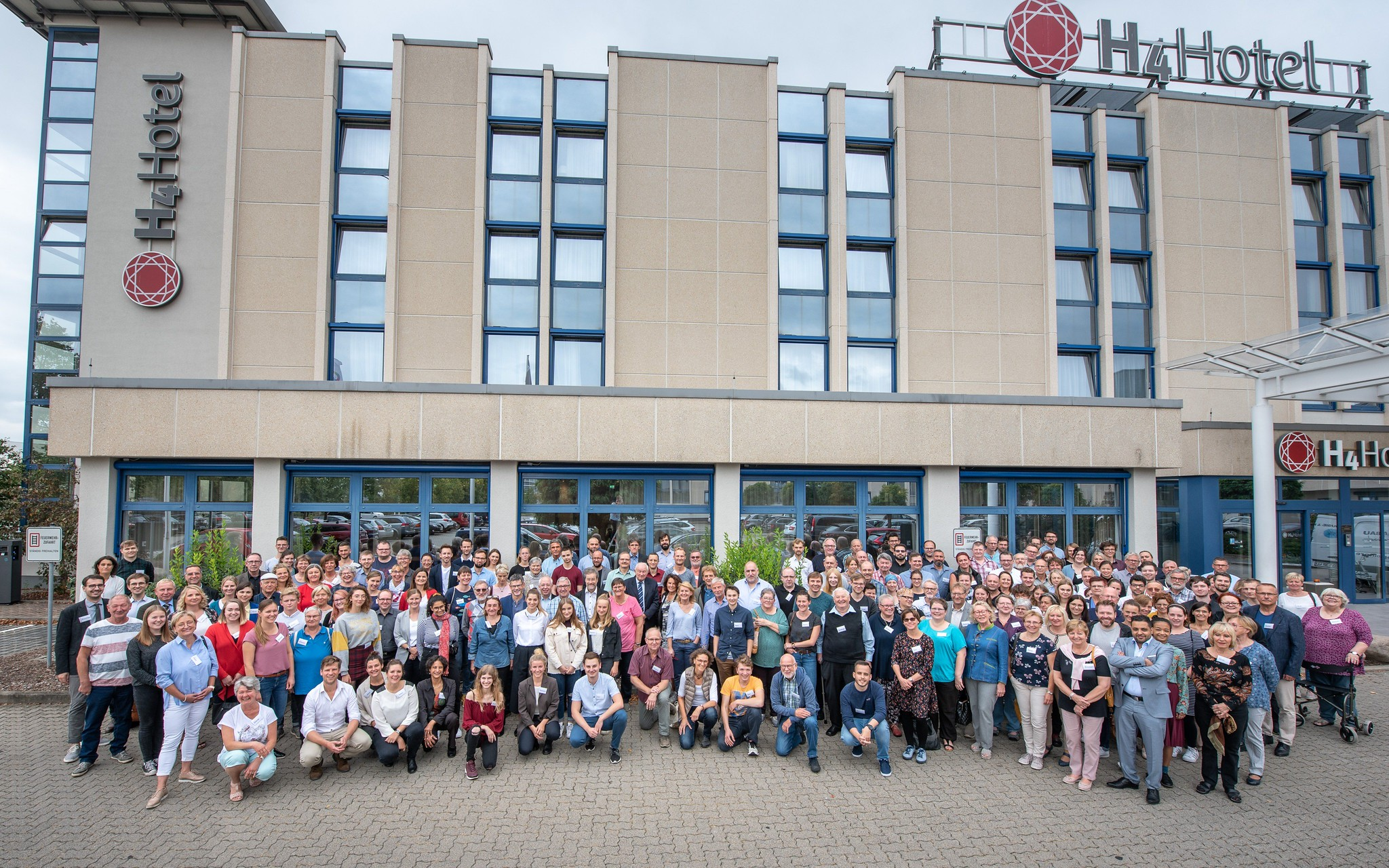
„Bürgerrat Demokratie“ in Leipzig (2019)

Der Bürgerrat Demokratie war ein bundesweiter losbasierter Bürgerrat in Deutschland. Er wurde 2019 vom Verein Mehr Demokratie und der Schöpflin Stiftung veranstaltet und von der Stiftung Mercator unterstützt. 160 aus den Einwohnermelderegistern geloste Menschen erarbeiteten im September 2019 „Empfehlungen zur Stärkung der Demokratie“. Im Zentrum des Bürgerrats stand die, aus dem Koalitionsvertrag 2018 übernommene, Frage „ob und in welcher Form unsere bewährte parlamentarisch-repräsentative Demokratie durch weitere Elemente der Bürgerbeteiligung und direkter Demokratie ergänzt werden kann“.

## Hintergrund
CDU, CSU und SPD hatten ihrem Koalitionsvertrag 2018 die Einberufung einer Expertenkommission zur Demokratie vereinbart. Sie sollte „Vorschläge erarbeiten, ob und in welcher Form unsere bewährte parlamentarisch-repräsentative Demokratie durch weitere Elemente der Bürgerbeteiligung und direkten Demokratie ergänzt werden kann. Zudem sollen Vorschläge zur Stärkung demokratischer Prozesse erarbeitet werden.“ Der „Bürgerrat Demokratie“ sollte die Arbeit der Expertenkommission begleiten. Eine solche Kommission wurde jedoch entgegen der Vereinbarung nicht eingerichtet.
Vorbild für den „Bürgerrat Demokratie“ war die Bürgerversammlung Citizens’ Assembly bzw. deren Vorläuferin Constitutional Convention in Irland, deren Vorschläge zur Ehe für gleichgeschlechtliche Paare und zum Abtreibungsrecht in Referenden breite Mehrheiten fanden. Dem irischen Beispiel folgten nicht nur die Bürgerrat-Initiatoren in Deutschland, sondern auch Länder wie Frankreich (Convention Citoyenne pour le Climat) und Großbritannien (Climate Assembly UK) mit Bürgerräten zum Thema globale Erwärmung. Insbesondere in England wurden zudem zahlreiche lokale Bürgerräte ins Leben gerufen.

## Organisation

### Organisatoren
Der „Bürgerrat Demokratie“ wurde vom Verein Mehr Demokratie und der Schöpflin Stiftung initiiert und von der Stiftung Mercator unterstützt. Mit der praktischen Begleitung und Umsetzung haben die Organisatoren die Institute IFOK und Nexus beauftragt. Der Vorsitz des Bürgerrates wurde dem ehemaligen bayerischen Ministerpräsidenten Günther Beckstein (CSU) übertragen.

### Beirat
Zur Begleitung des Bürgerrates wurde ein Beirat mit Mitgliedern aus Zivilgesellschaft und Wissenschaft gebildet.
Der zivilgesellschaftliche Beirat bestand aus
- Allianz Vielfältige Demokratie (Joerg Sommer)
- BUND (Hubert Weiger & Ernst-Christoph Stolper)
- Bund der Steuerzahler (Reiner Holznagel)
- Bundesarbeitsgemeinschaft der Seniorenorganisationen (Jens-Peter Kruse)
- Bundesnetzwerk Bürgerschaftliches Engagement (Ansgar Klein)
- Bundesverband Deutscher Stiftungen (Birgit Radow)
- Bündnis für Gemeinnützigkeit (Daniela Geue)
- Deutscher Städte- und Gemeindebund (Uwe Lübking)
- Diakonie Deutschland (Ingo Grastorf)
- Junge Europäische Föderalisten (Malte Steuber)
- Zentralkomitee der deutschen Katholiken (Karlies Abmeier)

Wissenschaftliche Beiratsmitglieder waren
- Hans Herbert von Arnim, Deutsche Universität für Verwaltungswissenschaften Speyer, Emeritus
- André Bächtiger, Universität Stuttgart, Abteilung für Politische Theorie und Empirische Demokratieforschung, Institut für Sozialwissenschaften
- Nadja Braun-Binder, Universität Zürich, Rechtswissenschaftliche Fakultät, Assistenzprofessorin
- Frank Brettschneider, Universität Hohenheim, Lehrstuhl für Kommunikationswissenschaft, insb. Kommunikationstheorie
- Babette Brinkmann, TH Köln, Fakultät für Angewandte Sozialwissenschaften, Institut für Geschlechterstudien
- Martina Handler, Österreichische Gesellschaft für Umwelt und Technik
- Norbert Kersting, Westfälische Wilhelms-Universität Münster, Institut für Politikwissenschaft
- Michael Lederer, Büro für Zukunftsfragen (Amt der Vorarlberger Landesregierung), Leiter des Geschäftsfeldes „Bürgerschaftliches Engagement und Beteiligung“
- Hans J. Lietzmann, Bergische Universität Wuppertal, Institut für Demokratie- und Partizipationsforschung, Lehrstuhl für Politikwissenschaft
- Astrid Lorenz, Universität Leipzig, Jean-Monnet-Lehrstuhl Politisches System der Bundesrepublik Deutschland/Politik in Europa, Inhaberin des Lehrstuhls
- Philippe Narval, Europäisches Forum Alpbach, Generalsekretär
- Roland Roth, Hochschule Magdeburg-Stendal, Fachbereich Sozial- und Gesundheitswesen
- Hilmar Sturm, Gesellschaft für Bürgergutachten, München

### Finanzierung
Die Kosten für die Durchführung des „Bürgerrates Demokratie“ lagen bei 1,4 Millionen Euro. Die Finanzierung wurde ermöglicht durch die Schöpflin Stiftung und die Stiftung Mercator.

## Vorsitz
Günther Beckstein (CSU), der ehemalige bayerische Ministerpräsident, stand dem „Bürgerrat Demokratie“ vor.

## Durchführung

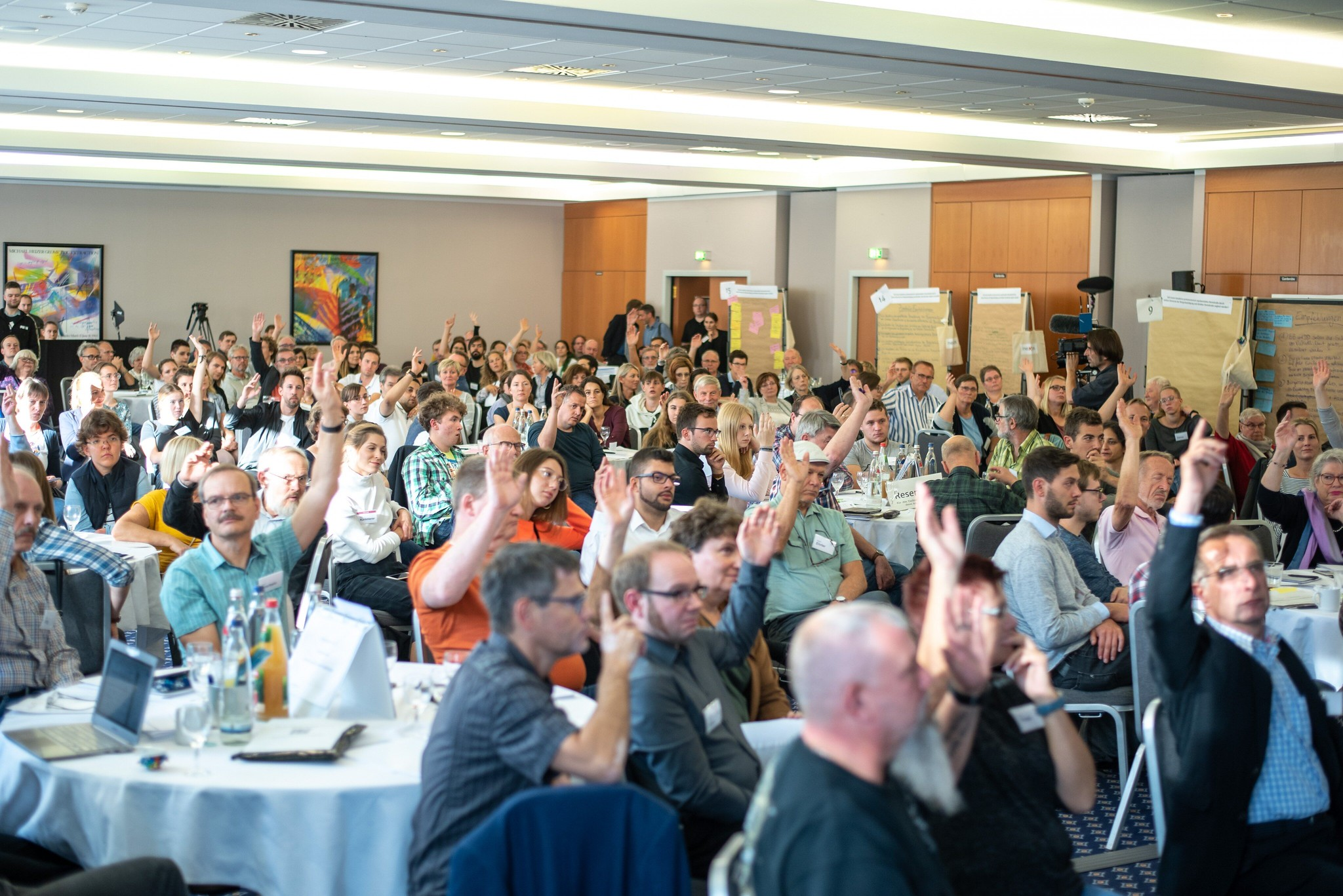
Abstimmung beim „Bürgerrat Demokratie“

### Regionalkonferenzen
Zur Vorbereitung der eigentlichen Bürgerrat-Versammlung fanden Mitte 2019 Regionalkonferenzen an sechs Orten in Deutschland: Erfurt, Gütersloh, Koblenz, Mannheim, München und Schwerin statt, an denen alle interessierten Bürger teilnehmen und über notwendige Veränderungen und Ergänzungen der Demokratie gemeinsam mit regionalen Bundestagsabgeordneten aller im Bundestag vertretenen Parteien diskutieren konnten.

### Losverfahren
Für das Losverfahren wurden bundesweit 98 Kommunen angeschrieben und gebeten, zufällig zusammengestellte Adressdaten zur Verfügung zu stellen. Alle Regionen Deutschlands und die verschiedenen Gemeindegrößen sollten dabei repräsentiert werden. Gelost werden konnten alle Menschen mit deutscher Staatsbürgerschaft ab 16 Jahren. Bei der Auslosung wurde darauf geachtet, dass die Teilnehmenden des Bürgerrates nach Geschlecht, Altersgruppe, Bildungsgrad, Wohnortgröße und eventuellem Migrationshintergrund ein möglichst genaues Abbild der Bevölkerung darstellen.
Zunächst wurden dazu aus dem amtlichen Gemeindeverzeichnis in allen Bundesländern Gemeinden zufällig ausgelost. Bei den Einwohnermeldeämtern dieser Gemeinden wurde beantragt, eine Zufallsstichprobe ihrer Bürger zu ziehen und dem „Bürgerrat Demokratie“ für die Einladung zur Verfügung zu stellen.
Als Orientierung für die Verteilung der Stichprobe auf die Bundesländer diente das Stimmverhältnis im Bundesrat. Die 160 Teilnehmer des Bürgerrates kamen letztendlich aus 49 Städten und Gemeinden. Insgesamt hatten sich 250 Menschen für eine Teilnahme beworben.

### Bürgerrat Demokratie in Leipzig
Der „Bürgerrat Demokratie“ fand am 14./15. und 28./29. September 2019 in Leipzig statt. Verschiedene Experten wie Benjamin Höhne, Andrea Verpoorten oder Ralf-Uwe Beck und zivilgesellschaftliche Organisatoren wie Lobbycontrol oder Mehr Demokratie gaben als Referenten Vorträge zu Themen wie Lobbyismus, Transparenz, Bürgerbeteiligung und Direkte Demokratie.
Die Diskussionen des Bürgerrates mündeten in 22 Handlungsempfehlungen zur Demokratie, die die Mitglieder des Bürgerrates am letzten Tag einzeln beschlossen.

### Bürgergutachten, Tag für die Demokratie

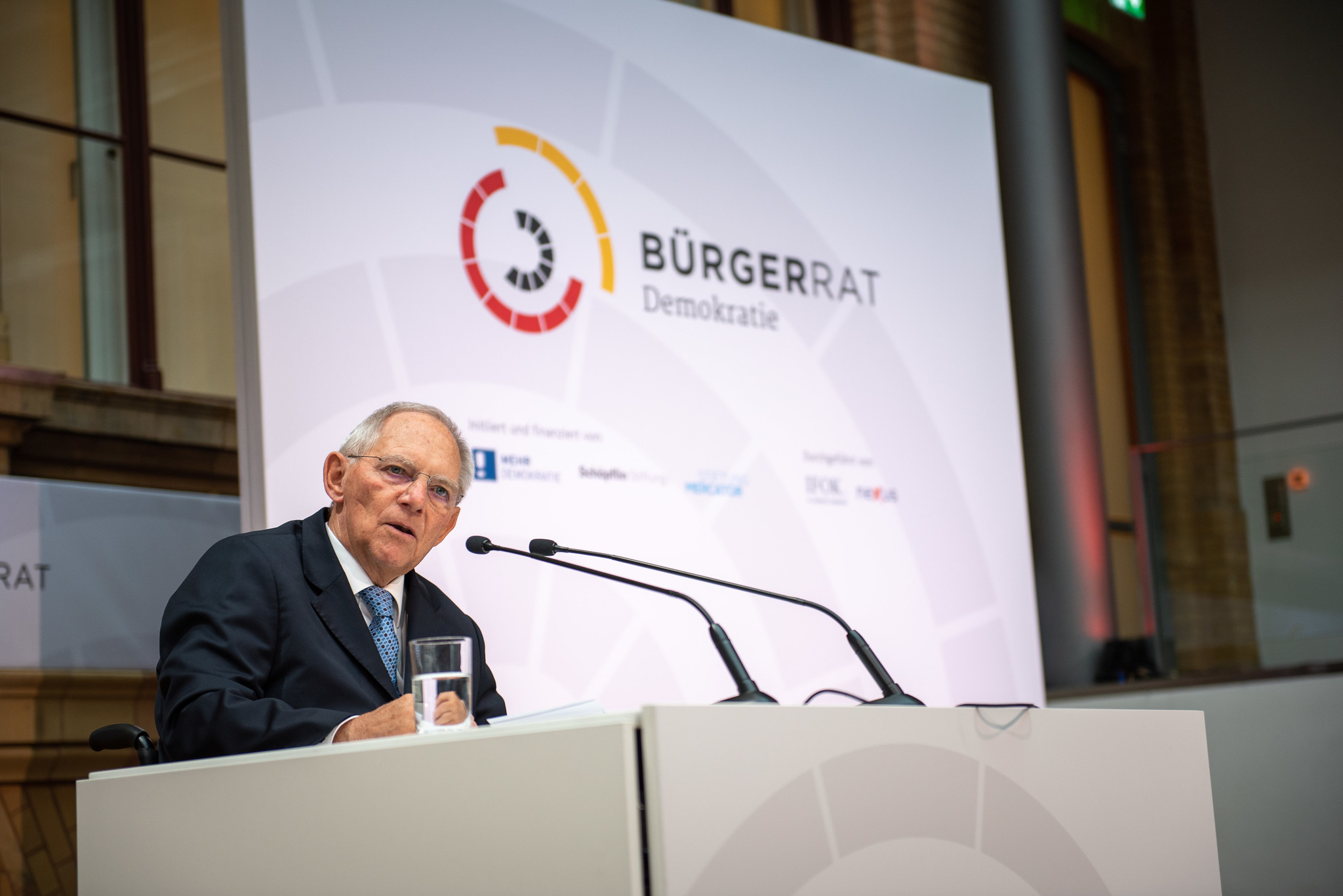
Bundestagspräsident Wolfgang Schäuble beim „Tag für die Demokratie“

Im Rahmen eines „Tages für die Demokratie“ wurde das Bürgergutachten mit den Empfehlungen des „Bürgerrates Demokratie“ am 15. November 2019 in Berlin an Bundestagspräsident Wolfgang Schäuble übergeben. Dieser nahm das Gutachten stellvertretend für den gesamten Bundestag entgegen und betonte, wie wichtig der Ansatz eines Bürgerrates sei.

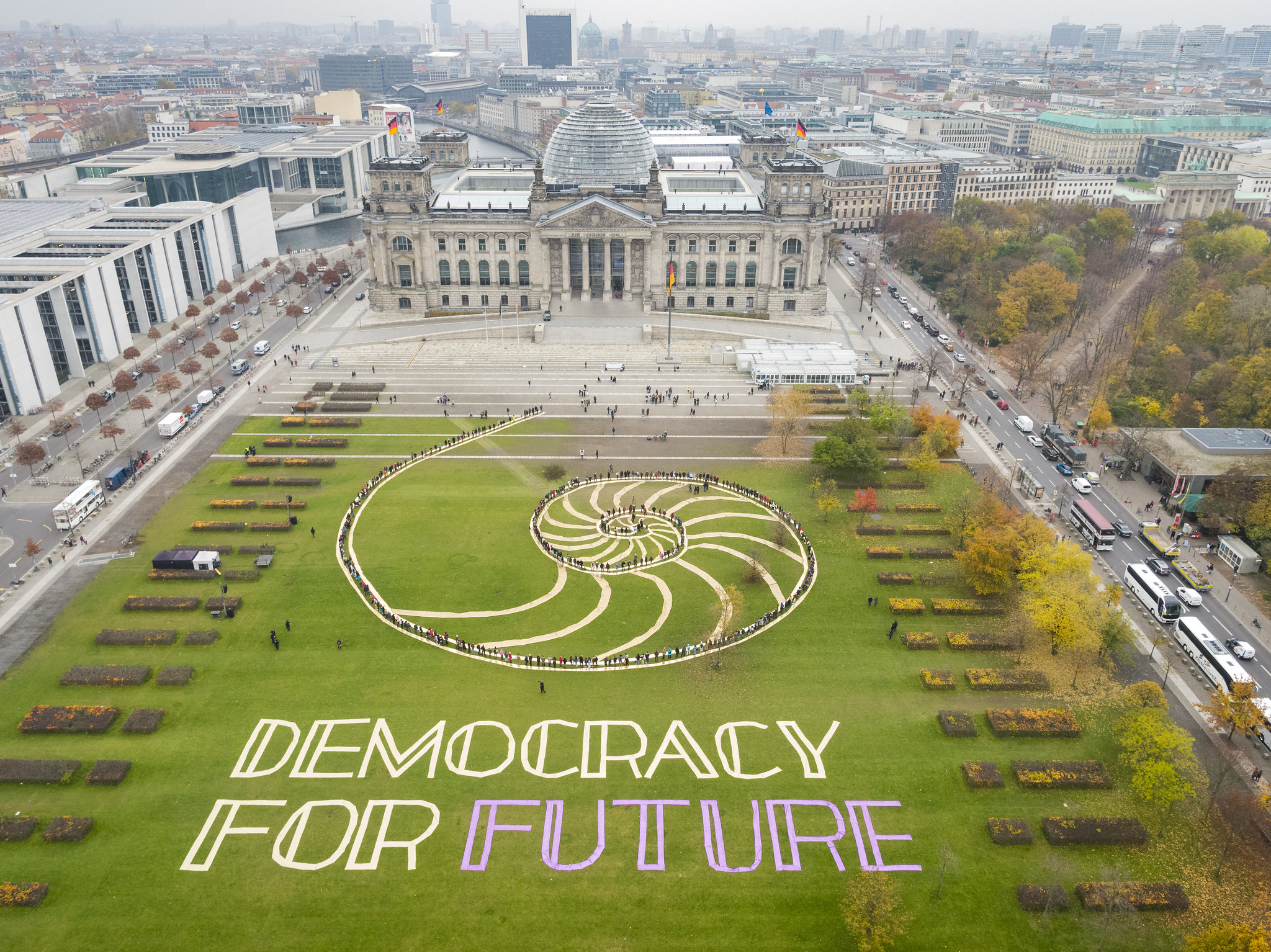
Kunstaktion „Democracy for Future“

Ebenfalls am 15. November fand vor dem Berliner Reichstag eine Kunstaktion zum Bürgerrat statt. Eine große Spirale vor dem Reichstagsgebäude – geformt aus goldglänzendem Stoff und hunderten von Menschen – griff die Form der Reichstagskuppel auf. So sollte symbolisch eine Brücke von den Menschen auf der Wiese zu den Menschen im Bundestag gebildet werden. Geplant und durchgeführt wurde die Aerial Art-Aktion „Democracy for Future“ vom Künstler John Quigley.
Nach der Übergabe des Bürgergutachtens begannen ausgeloste Mitglieder des Bürgerrates und Vertreter der Trägerorganisationen der Losversammlungen Gespräche mit Abgeordneten auf verschiedenen Ebenen, um diese von der Umsetzung der 22 Empfehlungen sowie vom Demokratieinstrument Bürgerrat zu überzeugen.

## Evaluation

### Im Auftrag der Veranstalter
Im Auftrag der Veranstalter begleitete die von Brigitte Geißel geleitete Forschungsstelle „Demokratische Innovationen“ der Johann Wolfgang Goethe-Universität Frankfurt am Main den „Bürgerrat Demokratie“.
In ihrem Evaluationsbericht
schreiben die Autoren: „Dem ersten mehrstufigen losbasierten deliberativen Beteiligungsverfahren auf Bundesebene in Deutschland ist es gelungen, sich intensiv mit zentralen Aspekten von Demokratie auseinanderzusetzen und 22 Empfehlungen abzugeben, die ausnahmslos eine stärkere Einbeziehung der Bürgerinnen und Bürger in die Politik befürworten.“
- Durch die bedingte Zufallsauswahl sowie Anreizmechanismen seien die Teilnehmer annähernd repräsentativ hinsichtlich Geschlecht, Alter und Migrationshintergrund gewesen. Menschen mit einem hohen Bildungsabschluss und einer positiven Einstellung zu mehr Partizipation der Bürger seien aber überrepräsentiert gewesen. Zukünftig seien noch mehr Anstrengungen in Richtung soziodemographischer Repräsentativität notwendig. Methoden der sogenannten „aufsuchenden Beteiligung“ könnten einen „substantiellen Beitrag“ leisten und sollten in zukünftigen Verfahren stärker angewendet werden.
- Die Teilnahme habe zu einer „Steigerung der Wahrnehmung der eigenen politischen Fähigkeiten“ sowie zu einer „größeren Zustimmung zu mehr Beteiligung“ geführt. Zudem habe sich die „Bereitschaft zur politischen Beteiligung erhöht“. Es habe aber nicht genügend Zeit gegeben, um alle Themen umfassend zu diskutieren.
- Eine Institutionalisierung und direkte Anbindung losbasierter Bürgerräte an politische Institutionen ist eine weitere Empfehlung

## Rezeption

### Medien

#### Kritik
Angelika Hardegger, Schweizer Journalistin, bringt die Kritik aus Sicht der direktdemokratischen Erfahrung der Schweiz ein:

„Wenn etwas unserer Demokratie unwürdig ist, ist es der Ruf nach einem [Bürger]rat.
Denn es gibt ihn ja schon, den [Bürger]rat. Wir sitzen alle drin. [Wer] mitbestimmen kann, ist besser informiert.
Die Bühne für Verhandlung ist in der Schweiz frei, für jede und jeden.“

### Politik

#### Befürworter
Verschiedene Stimmen aus der Politik äußerten sich befürwortend zu Bürgerräten:

„Ich erhoffe mir von Bürgerräten, dass Blockaden gelöst werden können, weil die Menschen nicht einer politischen Richtung verpflichtet sind, sondern dem Sachproblem.“

„Wir müssen auch über Innovationen innerhalb unserer Demokratie sprechen. Dazu kann es gehören, Menschen auch zwischen parlamentarischen Wahlen stärker zu beteiligen, etwa durch Bürgerversammlungen.“

„Bürgerforen wirken der Polarisierung und Spaltung der Gesellschaft entgegen, haben also eine befriedende Wirkung.“

„Der Impuls aus der Bürgerschaft für mehr Beteiligung verdient Wertschätzung und muss im Bundestag aufgegriffen werden. Es braucht einen Aufbruch für mehr Bürgerbeteiligung auf Bundesebene.“

#### Kritik
Einen Kontrapunkt setzte der CDU-Bundestagsabgeordnete Thorsten Frei:

„Volksentscheide reduzieren komplexe politischen Sachverhalte auf Ja oder Nein. Bürgerräte haben keinerlei politische Legitimation. Beide können durch Stimmungen und Finanzkraft vorbei an Fakten gesteuert werden.“

### Wissenschaft

#### Befürworter
„Wenn es darum geht, die sozialen Merkmale und Weltanschauungen der Gesamtbevölkerung möglichst gut widerzuspiegeln, sind geloste Gremien repräsentativer.
Denn geloste Gremien sind durch Zufallsauswahl so divers wie die Gesamtbevölkerung – zumindest wenn sie groß genug sind, dass auch Minderheiten darin ihren Platz finden.“

Norbert Kersting, Politikwissenschaftler (Universität Münster), zählt den „Bürgerrat Demokratie“ zu den „demokratischen Innovationen“, die nach Deutschland kamen.

„Wir hatten auf der lokalen Ebene in den 90er Jahren einen Boom von direktdemokratischen Verfahren und neuen Wahlverfahren: Panaschieren und Kumulieren, lokale Bürgerbegehren und -entscheide oder die Direktwahl von Bürgermeistern […] auch […] Beteiligungsinstrumente […], die Partikularinteressen aufgreifen […] Kinder- und Jugendparlamente, Behinderten- und Seniorenbeiräte sowie Integrationsräte. Ein dritter Typ sind die über eine Zufallsauswahl entstandenen Gremien, die Bürgerräte, die damals als Planungszellen nur sehr selten implementiert wurden.
[…] Der Bürgerrat […], der [nun] vom Verein „Mehr Demokratie“ und der Schöpflin-Stiftung auf nationaler Ebene ins Leben gerufen wurde, versucht bestimmte gesellschaftliche Gruppen und regionale Herkunft abzudecken.“

Wie viele an Entwicklung der Demokratie Interessierte fragt auch Kersting, wie die Diskussion, der „nationale Diskurs“, breit stattfinden könnte.

„Interessanter als die Anzahl der Personen ist die Frage, ob und wie die Debatte auf nationaler Ebene weitergeführt wird. Wir wollen ja nicht 100 oder 200 Personen haben, die besonders schnell trainiert werden im Viel-Informationen-und Experten-Statements-Anhören. Wir wollen einen nationalen Diskurs anstoßen.
[…] Die Bürgerräte zeigen sehr deutlich, dass viele Bürger eine starke Gemeinwohlorientierung haben.
[…] Entscheidungen werden häufig analog und im Dialog getroffen, Deliberation ist nötig und man muss sich zusammensetzen.
[…] Auf lokaler Ebene haben wir häufig das Laboratorium und die Schule der Demokratie. Aber wir brauchen so etwas auch auf regionaler und auf nationaler Ebene. Da fand in den letzten Jahren nicht viel statt.
[…] Natürlich muss es jetzt auch gelingen, diese Initiative in die breite Bevölkerung zu tragen.
[…] Bürgerräte können die Demokratie sehr wohl bereichern.“

#### Kritik
Der Politologe Frank Decker (Rheinische Friedrich-Wilhelms-Universität Bonn) beobachtet eine Verschiebung der Forderungen nach mehr direkter Demokratie zu bloß konsultativen Verfahren der sogenannten Bürgerbeteiligung. Diesen Sinneswandel – „insbesondere auf der linken Seite des Parteienspektrums, von den Grünen, aber auch von der SPD“ – führt er auf drei Gründe zurück:
- gerade die linken Parteien mussten registrieren, wie sich seit den 1980er Jahren die „von unten“, also von den Bürgern selbst ausgelösten Verfahren auf der kommunalen und Länderebene wiederholt gegen eigene Vorhaben richten
- zunehmender Überdruss am Dauerstreit über die richtige Ausgestaltung der Verfahren, ein Hin und Her zwischen „Öffnung“ und „Schliessung“
- der in Deutschland „in Gestalt der AfD ins Parteiensystem Einzug haltende“ Rechtspopulismus, der die Forderung nach „mehr direkter Demokratie“ vereinnahmt.

Der Vorreiter der Formen der Bürgerbeteiligung, die Politologen als „deliberativ“ bezeichnen, ist in Deutschland das Land Baden-Württemberg. Diese Formen, die auch die vom Verein Mehr Demokratie veranstalteten Bürgerräte „Demokratie“ und „Deutschlands Rolle in der Welt“ aufweisen, ordnet er wie folgt ein:
- Aus Sicht der Regierenden haben die deliberativen gegenüber den direktdemokratischen Verfahren den Vorzug, dass ihre Ergebnisse bloß konsultativ sind. Das Parlament und die Regierung behalten die Kontrolle über die Themenagenda.
- Die zivilgesellschaftlichen Akteure würden dagegen auch den Bürgern ein Initiativrecht einräumen und weitere Vorkehrungen treffen, damit die Empfehlungen der Bürgerräte nicht einfach ignoriert werden können.
- Dass die Zufallsauswahl der Teilnehmer gemäß ihren Befürwortern im Vergleich zu den parlamentarischen Körperschaften eine größere Repräsentativität verbürgen soll, bezeichnet er als „eine ziemliche Anmassung“. Dies begründet er damit, dass es in einer parlamentarischen Demokratie primär auf die „substanzielle“ Repräsentation ankommt, also darauf, ob die Regierenden im „besten Interesse“ des Volkes handeln. Im weiteren gewährleisten die zufallsbasierten Verfahren die Repräsentativität keineswegs so gut, wie die Befürworter meinen. Gerade beim Schlüsselmerkmal Bildung ist die Auswahl in der Regel nach oben hin verzerrt.
- In Bezug auf Objektivität solcher Verfahren zweifelt Decker an den Beratungen selbst. So seien beim Leipziger Bürgerrat („Bürgerrat Demokratie“), bei dem es um die Bürgerbeteiligung und die direkte Demokratie selbst ging, die Experten „stark voreingenommen“ gewesen. Entsprechend einseitig fielen ihre Reformvorschläge aus, denen die mit der Materie vertraut gemachten Bürger mit jeweils großen Mehrheiten zustimmten. Für die Umsetzbarkeit der Vorschläge soll das „nichts Gutes verheissen“.

## Folgewirkung
In Umsetzung einer der Empfehlungen des Bürgerrates Demokratie fand 2021 der Bürgerrat „Deutschlands Rolle in der Welt“ statt. Er diente u. a. dazu, zu erforschen, ob ein solches neues Instrumentarium zur Unterstützung der parlamentarischen Arbeit taugt, und ein für die Bedingungen Deutschlands auf Bundesebene geeignetes Format zu entwickeln.